# Алибек (альплагерь)

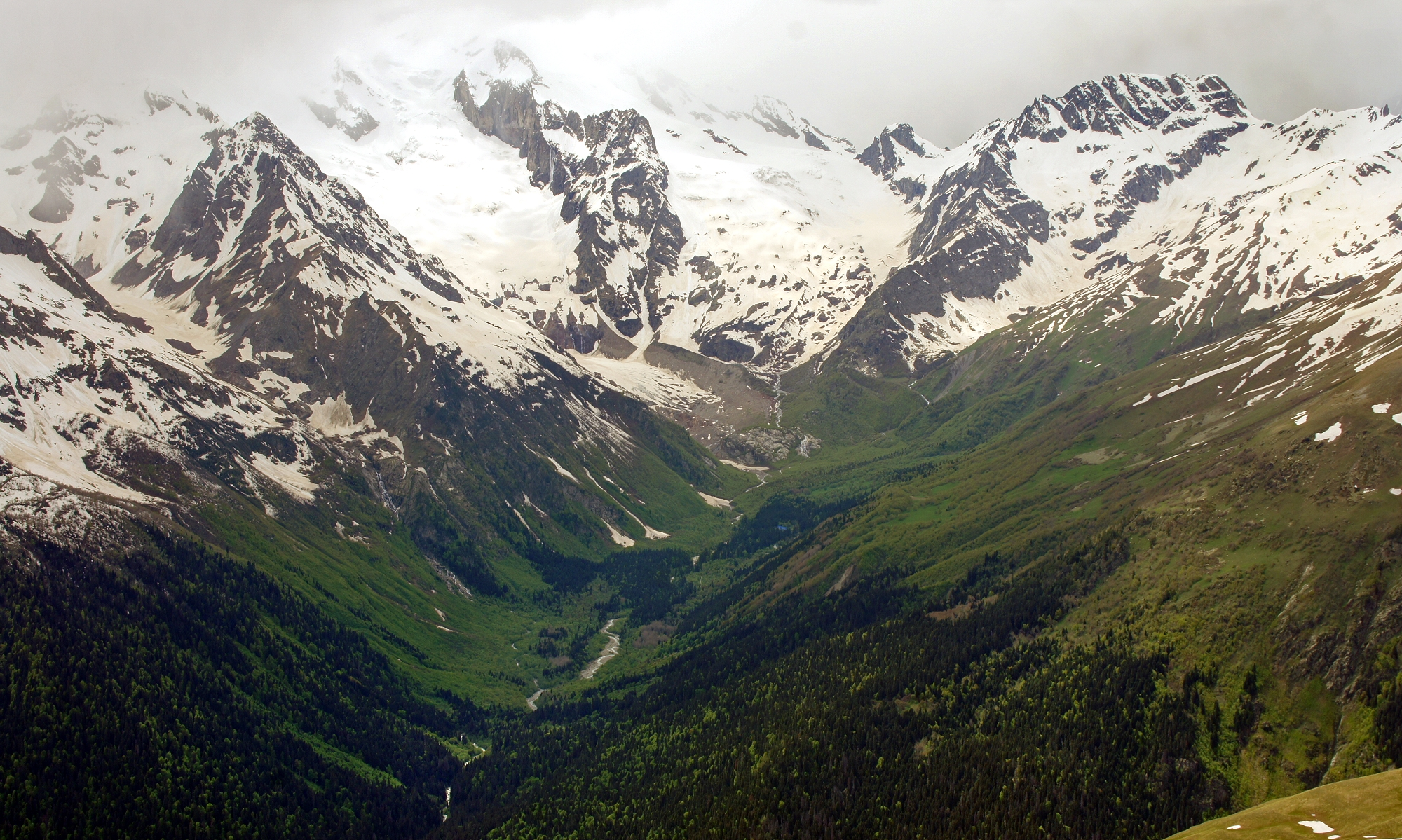
Долина реки Алибек

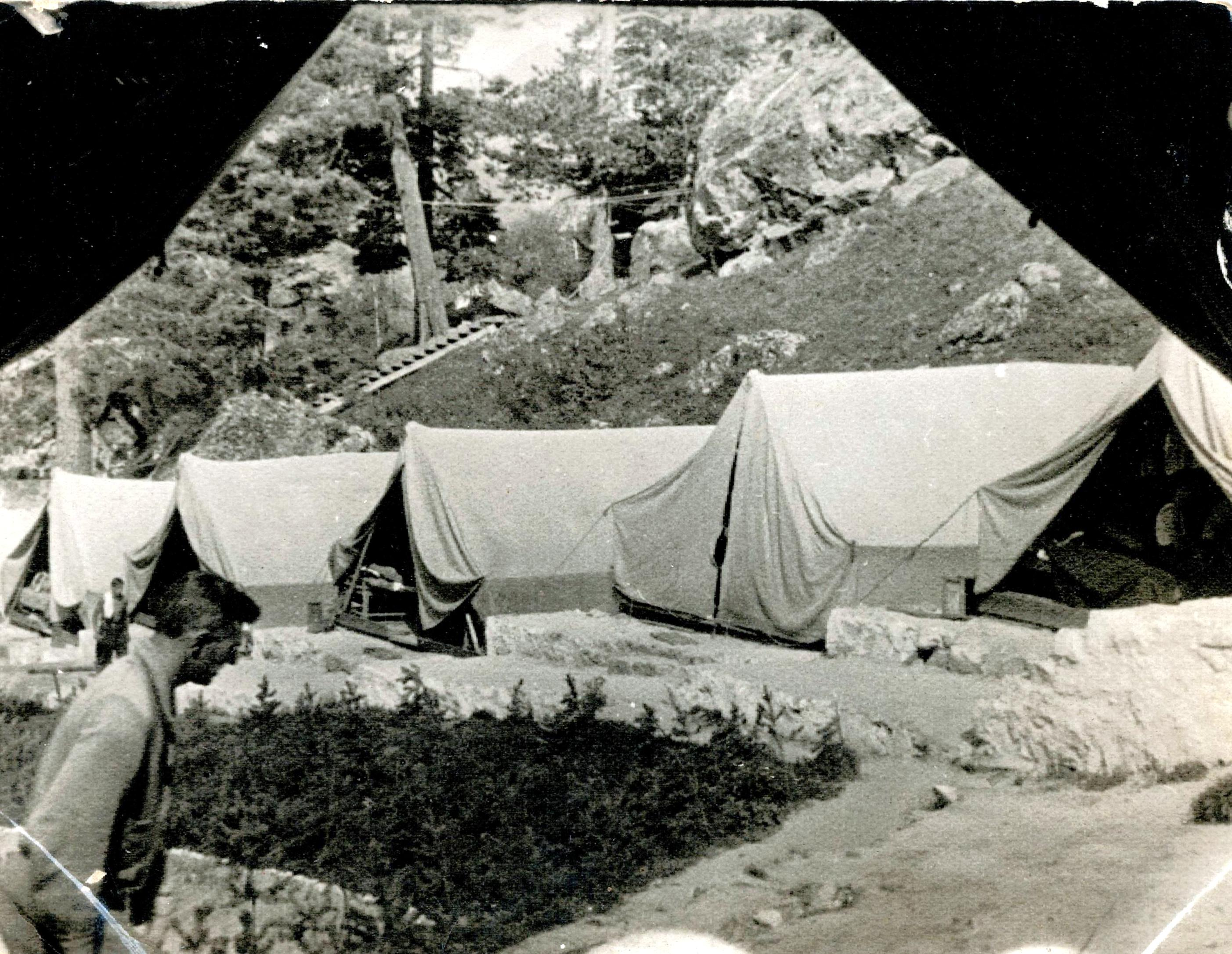
Альплагерь Алибек, СССР 1938 год

Альпинистский лагерь «Алибек» (до 1946 года — «Наука») — один из старейших альпинистских лагерей на Кавказе.
Находится в Алибекском ущелье (в долине реки Алибек), в 5 километрах от Домбайской поляны (Карачаево-Черкессия), на Северном Кавказе — располагается на территории Тебердинского заповедника.
Лагерь Был подготовлен к открытию ЦС ОПТЭ и ДСО «Наука» в 1935 году, в 1936 году принял первых участников.

## История

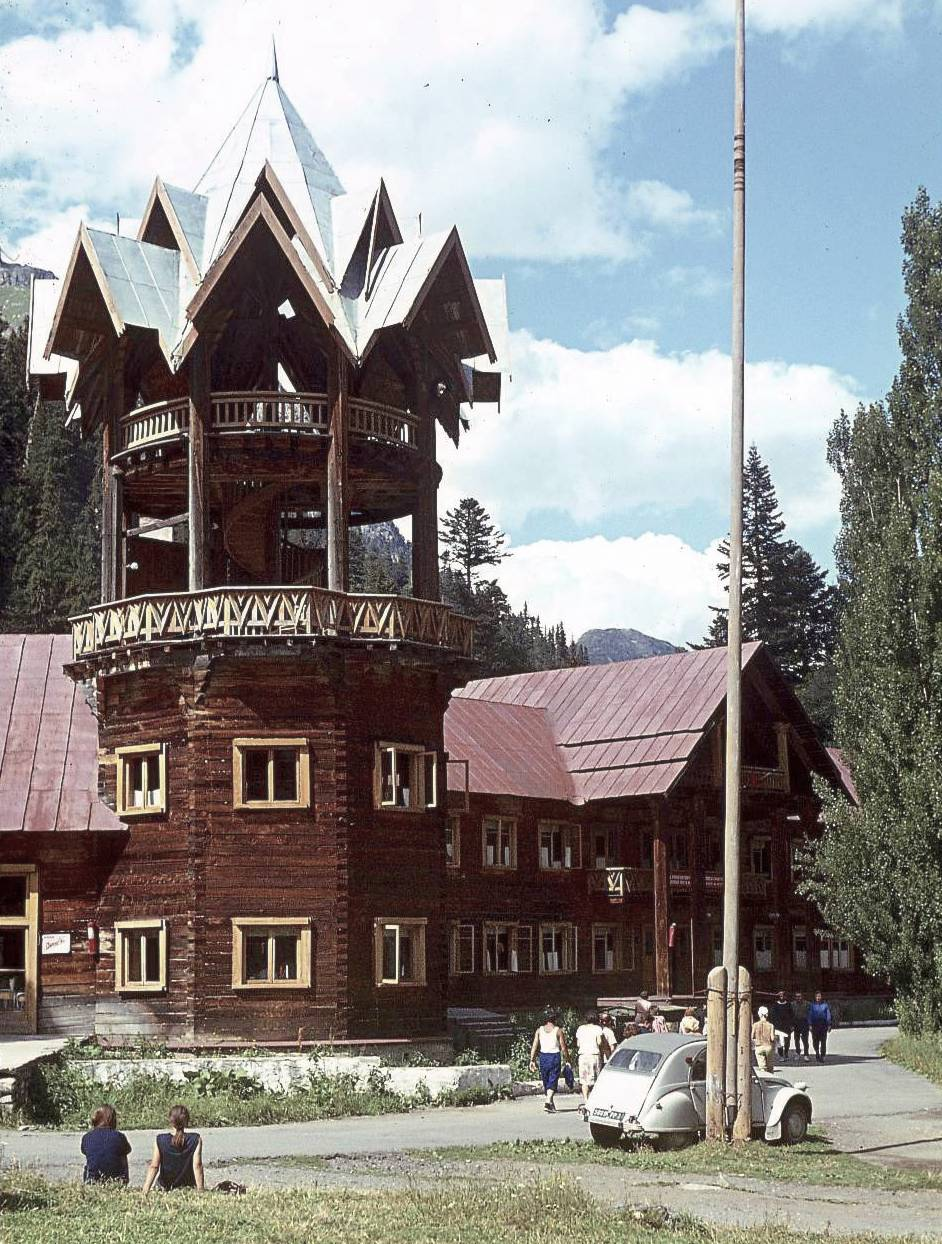
Историческая гостиница "Солнечная долина" пос. Домбай

Изначально «Алибек» был палаточным лагерем для альпинистов, горнолыжников и туристов. Первые деревянные домики появились в лагере перед началом Великой Отечественной войны. Во время Великой Отечественной войны в период с августа 1942 по январь 1943 года Домбай был оккупирован немецкими войсками дивизии «Эдельвейс». Штаб дивизии располагался в здании гостиницы «Солнечная долина», которая была расположена в 150 метрах от начала дороги в Алибекское ущелье. Она сгорела до тла, по неустановленым причинам, в ночь с 6 на 7 мая 2016г. 
После войны, в 1946 году лагерь был восстановлен и стал известен как альплагерь «Алибек». Лагерь много раз переходил «из рук в руки» и переживал пожары, его постоянно восстанавливали и достраивали. В 1950 году был передан ЦС ДСО Буревестник.
С 1971 по 1973 год начальником лагеря работал Эдуард Николаевич Греков. Благодаря личной встрече с Председателем Совета Министров СССР Алексеем Николаевичем Косыгиным, который посетил альплагерь, ему удалось восстановить пришедшее в упадок материальное хозяйство лагеря .

## Интересные факты
В середине 1990-х годов лагерь снова преобразовали в ВСОЦ «Алибек». В настоящее время лагерь действует как спортивный пансионат, являясь отдельным юридическим лицом, и называется «Гостиничный комплекс „Алибек“».
В лагере побывало большое количество известных людей: академики А. Д. Александров, И. Е. Тамм, Д. И. Блохинцев, А. Б. Мигдал, Н. Н. Моисеев и другие. Среди частых гостей альплагеря был и Юрий Визбор. Здесь он 19 апреля 1961 года написал известную песню «Домбайский вальс» («Лыжи у печки стоят…»). А в 1962 году он написал песню «Хижина» об Алибекской хижине, а также песню, посвящённую самому лагерю.
Недалеко от лагеря расположено кладбище альпинистов.